# Інститут проблем державного управління та місцевого самоврядування

Інститут проблем державного управління та місцевого самоврядування Національної Академії державного управління при Президентові України — державний Науково-дослідний інститут, створений у 2002 році з метою надання допомоги органам державної влади та органам місцевого самоврядування в удосконаленні управлінської діяльності та приведенні її у відповідність до сучасних європейських стандартів.

## Загальна інформація
Інститут здійснює: фундаментальні та прикладні дослідження в галузі науки «Державне управління»;
науково-експертне консультування органів державного управління та органів місцевого самоврядування;
науково-методичне забезпечення досліджень в Академії та її регіональних інститутах державного управління.
Діяльність Інституту спрямована на виконання планових наукових робіт Академії, науково-дослідних робіт на замовлення органів державної влади, організацію та проведення науково-комунікативних заходів, здійснення експертизи нормативно-правових актів та програмних документів, підготовку інформаційно-аналітичних довідок щодо політичної та соціально-економічної ситуації в Україні, розвиток міжнародних наукових зв'язків у сфері державного управління та місцевого самоврядування.
Інститут визначено провідною науково-дослідною установою з питань державної кадрової політики та державного управління.
Указом Президента України «Про внесення змін до Положення про Національну академію державного управління при Президентові України» від 18 лютого 2014 року № 81/2014 визначено, метою діяльності інституту є проведення фундаментальних і прикладних наукових досліджень з проблем державної кадрової політики, державного управління та місцевого самоврядування.
Інститут входить до складу Академії державного управління при Президентові України.
Очолює інститут директор. 
Першим  директором Інституту розпорядженням Президента України було  призначено Бакуменка Валерія Даниловича.
З 12 листопада 2013 року по 3 вересня 2015 року директором інституту був  — доктор наук з державного управління, доктор з публічного права в Страсбурзькому Університеті імені Робера Шумана Толкованов В'ячеслав Вікторович.